# Ganymedes (eunuck)
För andra betydelser, se Ganymedes (olika betydelser).
Ganymedes var älskare åt den ptolomaiska prinsessan Arsinoe IV och ingick tillsammans med henne i en fraktion som stred mot romarna och Arsinoes syster Kleopatra VII om makten över Egypten.
Ganymedes var sannolikt uppkallad efter den mytologiska gestalten Ganymedes.